# ماری ادینبورگ
ماری ادینبورگ (انگلیسی: Marie of Romania؛ زاده ۲۹ اکتبر ۱۸۷۵ درگذشته ۱۸ ژوئیهٔ ۱۹۳۸) یک ملکه رومانی اهل انگلیس بود.